# Галье, Ханс
Ханс Галье (нидерл. Hans Galje; родился 21 февраля 1957, Рейсвейк) — нидерландский футболист и футбольный тренер. Выступал на позиции вратаря.

## Биография
Ханс Галье родился 21 февраля 1957 в городе Рейсвейк, однако по прошествии одного года его семья переехала жить в Делфт. Именно на улицах Делфта Галье начал играть футбол, а затем Ханс был взят в юношескую команду местного клуба ДХЛ. Тренер вратарей ДХЛ спросил у юных игроков команды кто хочет быть вратарём, Галье сразу же поднял руку. Ханс довольно быстро дорос до роста 188 сантиметров, а в 17 лет, дебютировал за основную команду ДХЛ. Позже Галье также был приглашён в молодёжную сборную города Гаага.
Талантливый голкипер сразу был замечен скаутами клуба АДО Ден Хааг и в 1976 году Ханс перешёл в эту команду. В высшем дивизионе Нидерландов Галье дебютировал 9 января 1977 года, в гостевом матче против «Харлема», в дебютном матче Ханс отстоял на ноль, а его команда в гостях сыграла вничью 0:0. В дебютном сезоне Ханс отыграл 16 матчей в чемпионате, пропустив в них всего 13 мячей.